# Canton de Saint-Yrieix-la-Perche
Le canton de Saint-Yrieix-la-Perche est une circonscription électorale française située dans le département de la Haute-Vienne et la région Nouvelle-Aquitaine.

## Géographie
Ce canton est organisé autour de Saint-Yrieix-la-Perche dans l'arrondissement de Limoges. Son altitude varie de 237 m (Le Chalard) à 557 m (Rilhac-Lastours).

## Histoire
Par décret du 20 février 2014, le nombre de cantons du département est divisé par deux, avec mise en application aux élections départementales de mars 2015. Le canton de Saint-Yrieix-la-Perche est conservé et s'agrandit. Il passe de 5 à 17 communes.

## Représentation

### Conseillers généraux de 1833 à 2015
| Période | Période           | Identité                                         | Étiquette          | Qualité |
| ------- | ----------------- | ------------------------------------------------ | ------------------ | --- |
| 1833    | 1848              | Jean-Baptiste Tenant de la Tour                  |                    | Bibliographe, juge de paix Propriétaire au Chalard                                                            |
| 1848    | 1867              | Simon-Jacques-Xavier Bugeaud Redon de La Bastide |                    | Maire de Coussac-Bonneval                                                                                     |
| 1867    | 1870              | Antoine Baury                                    | Républicain        | Avocat puis avoué Député (1876-1881)                                                                          |
| 1871    | 1883 (décès)      | François Évariste Mazeaud                        | Républicain        | Propriétaire - Maire de Saint-Yrieix-la-Perche (1865-1870 et 1875-1876)                                       |
| 1883    | 1928 (décès)      | Marcel Roux                                      | Rad.               | Notaire Maire de Saint-Yrieix-la-Perche (1897-1928) Président du Conseil Général                              |
| 1928    | 1931              | Jean Rebeyrolle                                  | SFIO               | Sabotier à Saint-Yrieix-la-Perche, conseiller d'arrondissement                                                |
| 1931    | 1940              | Henri Plantadis                                  | SFIO               | Négociant en vins Maire de Coussac-Bonneval, conseiller d'arrondissement                                      |
|         |                   |                                                  |                    | |
| 1942    | 1945              | André Bordessoule                                | Droite             | Journaliste au Nouveau Cri Maire de Saint-Yrieix-la-Perche (1929-1944) Nommé conseiller départemental en 1942 |
|         |                   |                                                  |                    | |
| 1945    | 1958              | Gabriel Dufour                                   | SFIO puis DVG      | Maire de Ladignac-le-Long                                                                                     |
| 1958    | 1982 (décès)      | Jacques Boutard                                  | SFIO puis App. PDM | Médecin Député (1958-1967 puis 1968-1973), maire de Saint-Yrieix-la-Perche (1945-1982)                        |
| 1982    | 1983 (annulation) | Jacques Sussingeas                               | PS                 | Propriétaire à Glandon, maire de Glandon (1995-2001)                                                          |
| 1983    | 1988              | Marc Debusschere                                 | RPR                | Chef d'entreprise Maire de Saint-Yrieix-la-Perche (1982-1995), conseiller régional                            |
| 1988    | 2001              | Daniel Boisserie                                 | PS                 | Architecte - Député (1997-2017) Maire de Glandon (1983-1995) Maire de Saint-Yrieix-la-Perche (1995-2025)      |
| 2001    | 2015              | Monique Plazzi                                   | PS                 | Enseignante retraitée Adjointe au maire de Saint-Yrieix-la-Perche Vice-présidente du Conseil général          |

### Conseillers d'arrondissement (de 1833 à 1940)
Le canton de Saint-Yrieix avait trois conseillers d'arrondissement.
Il appartenait à l'arrondissement de Saint-Yrieix jusqu'à sa disparition en 1926.
| Période                                  | Période      | Identité                                                 | Étiquette | Qualité |
| ---------------------------------------- | ------------ | -------------------------------------------------------- | --------- | --- |
| 1833                                     | 1848         | Louis Deschamps                                          |           | Avocat à Saint-Yrieix-la-Perche                                                                             |
| 1833                                     | 1836         | Yzaac Maleix jeune (1794-1871)                           |           | Ancien notaire à Coussac                                                                                    |
| 1833                                     | 1839         | Cyprien Freyssinet (1785-1854)                           |           | Médecin à Saint-Germain-les-Belles                                                                          |
| 1836                                     | 1839         | Jean-Baptiste Robert                                     |           | Receveur particulier des finances, maire de Saint-Yrieix-la-Perche                                          |
| 1839                                     | 1848         | François VI Moreau (1799-1864)                           |           | Notaire, maire de Saint-Yrieix-la-Perche (1828-1832 et 1838-1848)                                           |
| 1839                                     | 1842         | Léonard dit Gédéon Gondinet (1789-1878)                  |           | Médecin à Saint-Yrieix-la-Perche                                                                            |
| 1842                                     | 1848         | Jean-Baptiste Antoine Édouard Jarrit-Delille (1807-1859) |           | Propriétaire à Saint-Yrieix-la-Perche                                                                       |
|                                          |              |                                                          |           | |
| 1898                                     | 1910         | Jean Freysselinard                                       | Radical   | Maire de Coussac-Bonneval                                                                                   |
| 1898                                     | 1919         | Jean Auzard                                              | Radical   | |
| 1898                                     | 1919         | Henri Labrégère                                          | Radical   | Propriétaire à Ladignac                                                                                     |
| 1910                                     | 1919         | Jean Henri Féral                                         | Radical   | Fabricant de pâte à porcelaine, Saint-Yrieix-la-Perche                                                      |
| 1919                                     | 1926 (décès) | Max Bonhomme                                             | Radical   | Maire de Glandon                                                                                            |
| 1919                                     | 1922         | M. Defaye                                                |           | |
| 1919                                     | 1922         | M. Imbaud                                                |           | |
| 1922                                     | 1928         | Annet Beyrand                                            | SFIO      | Adjoint au maire de Ladignac                                                                                |
| 1922                                     | 1928         | Jean Rebeyrolle                                          | SFIO      | Sabotier à Saint-Yrieix-la-Perche                                                                           |
| 20 mars 1926                             | 1931         | Henri Plantadis                                          | Radical   | Négociant en vins, maire de Coussac-Bonneval                                                                |
| 1931                                     | 1932 (décès) | Jean Devilder (1887-1932)                                | SFIO      | Cultivateur, maire du Chalard                                                                               |
| 1931                                     | 1940         | Pierre Picat                                             | SFIO      | Propriétaire, conseiller municipal de Ladignac-le-Long                                                      |
| 1931                                     | 1940         | Henri Géraud (1885-1971)                                 | SFIO      | Avocat, cultivateur à Saint-Yrieix-la-Perche                                                                |
| 22 mai 1932                              | 1940         | Pierre Frange                                            | SFIO      | Marchand de bois à Saint-Yrieix-la-Perche, maire du Chalard                                                 |
| 1940                                     |              |                                                          |           | Les conseils d'arrondissement ont été suspendus par la loi du 12 octobre 1940 et n'ont jamais été réactivés |
| Les données manquantes sont à compléter. |              |                                                          |           | |

### Conseillers départementaux depuis 2015
| Période élective | Période élective | Mandat       | Mandat       | Identité                                                              | Nuance | Nuance | Qualité |
| ---------------- | ---------------- | ------------ | ------------ | --------------------------------------------------------------------- | ------ | ------ | --- |
| 2015             | 2021             | 2015         | 2021         | Stéphane Delautrette                                                  |        | PS     | Ingénieur Maire des Cars Président de la Communauté de communes Pays de Nexon-Monts de Châlus |
| 2015             | 2021             | 2015         | 2021         | Monique Plazzi                                                        |        | PS     | Enseignante retraitée 1re adjointe au maire de Saint-Yrieix-la-Perche 7e vice-présidente, chargée des politiques d'accompagnement à la perte d'autonomie et au handicap |
| 2021             | 2028             | 2021         | octobre 2022 | Stéphane Delautrette (Démissionnaire après son élection comme député) |        | PS     | Maire des Cars (2007-2022) Président de la Communauté de communes Pays de Nexon-Monts de Châlus (2017-2022) 4ème Vice-Président du conseil départemental, chargé de la transition écologique, des politiques contractuelles et des investissements durables, Député de la Haute-Vienne depuis 2022 |
| 2021             | 2028             | 2021         | en cours     | Monique Plazzi                                                        |        | PS     | 1re adjointe au maire de Saint-Yrieix-la-Perche 9ème Vice-Présidente du conseil départemental, chargée de l'accompagnement à la perte d'autonomie et du handicap |
| 2021             | 2028             | Octobre 2022 | en cours     | François Boisserie                                                    |        | PS     | Directeur général des services de la Ville d'Eymoutiers Maire de Glandon Vice-président de la CC du Pays de Saint-Yrieix |

Pour éviter une trop forte concentration des scrutins, la loi du 22 février 2021 a reporté les élections régionales et départementales de juin 2027 à mars 2028 portant report, de mars à juin 2021, du renouvellement général des conseils départementaux, des conseils régionaux et des assemblées de Corse, de Guyane et de Martinique.

### Résultats détaillés

#### Élections de mars 2015
À l'issue du 1er tour des élections départementales de 2015, deux binômes sont en ballottage : Stéphane Delautrette et Monique Plazzi (PS, 44,95 %) et Amélie Chatenet et David Morel (FN, 21,31 %). Le taux de participation est de 60,33 % (9 860 votants sur 16 344 inscrits) contre 57,81 % au niveau départemental et 50,17 % au niveau national.
Au second tour, Stéphane Delautrette et Monique Plazzi (PS) sont élus avec 68,58 % des suffrages exprimés et un taux de participation de 61,33 % (5 877 voix pour 10 024 votants et 16 345 inscrits).

#### Élections de juin 2021
Le premier tour des élections départementales de 2021 est marqué par un très faible taux de participation (33,26 % au niveau national). Dans le canton de Saint-Yrieix-la-Perche, ce taux de participation est de 42,08 % (6 760 votants sur 16 066 inscrits) contre 37,25 % au niveau départemental. À l'issue de ce premier tour, deux binômes sont en ballottage : Stéphane Delautrette et Monique Plazzi (PS, 50,97 %) et Gilles Trebier et Sylvie Vallade (DVC, 21,25 %).
Le second tour des élections est marqué une nouvelle fois par une abstention massive équivalente au premier tour. Les taux de participation sont de 34,36 % au niveau national, 38,38 % dans le département et 42,69 % dans le canton de Saint-Yrieix-la-Perche. Stéphane Delautrette et Monique Plazzi (PS) sont élus avec 65,98 % des suffrages exprimés (4 064 voix pour 6 856 votants et 16 060 inscrits),,.

## Composition

### Composition avant 2015

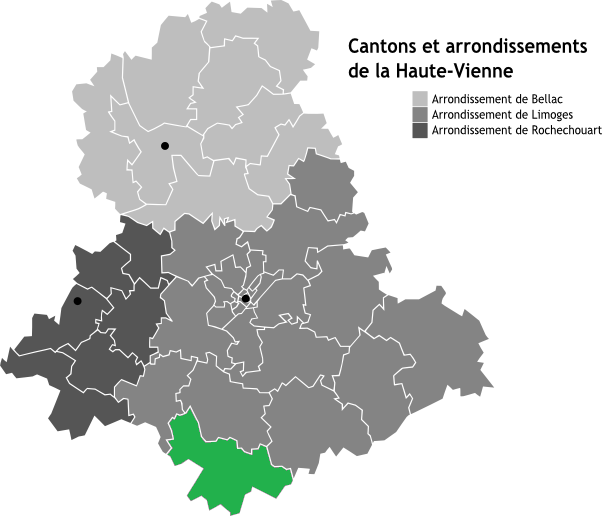
Situation du canton de Saint-Yrieix-la-Perche dans le département de la Haute-Vienne avant 2015.

Le canton de Saint-Yrieix-la-Perche regroupait 5 communes.
| Nom                                | Code Insee | Codepostal | Superficie (km2) | Population (dernière pop. légale) | Densité (hab./km2) |
| ---------------------------------- | ---------- | ---------- | ---------------- | --------------------------------- | ------------------ |
| Saint-Yrieix-la-Perche (chef-lieu) | 87187      | 87500      | 100,98           | 6 887 (2012)                      | 68                 |
| Le Chalard                         | 87031      | 87500      | 12,42            | 312 (2012)                        | 25                 |
| Coussac-Bonneval                   | 87049      | 87500      | 66,73            | 1 329 (2012)                      | 20                 |
| Glandon                            | 87071      | 87500      | 27,47            | 793 (2012)                        | 29                 |
| Ladignac-le-Long                   | 87082      | 87500      | 47,21            | 1 141 (2012)                      | 24                 |

### Composition depuis 2015
Le canton comprend désormais dix-sept communes entières.
| Nom                                            | Code Insee | Intercommunalité                 | Superficie (km2) | Population (dernière pop. légale) | Densité (hab./km2) | Modifier                                    |
| ---------------------------------------------- | ---------- | -------------------------------- | ---------------- | --------------------------------- | ------------------ | ------------------------------------------- |
| Saint-Yrieix-la-Perche (bureau centralisateur) | 87187      | CC du Pays de Saint-Yrieix       | 100,98           | 6 873 (2022)                      | 68                 | modifier les données · modifier les données |
| Bussière-Galant                                | 87027      | CC Pays de Nexon-Monts de Châlus | 53,86            | 1 284 (2022)                      | 24                 | modifier les données · modifier les données |
| Les Cars                                       | 87029      | CC Pays de Nexon-Monts de Châlus | 16,72            | 618 (2022)                        | 37                 | modifier les données · modifier les données |
| Le Chalard                                     | 87031      | CC du Pays de Saint-Yrieix       | 12,42            | 302 (2022)                        | 24                 | modifier les données · modifier les données |
| Châlus                                         | 87032      | CC Pays de Nexon-Monts de Châlus | 27,98            | 1 671 (2022)                      | 60                 | modifier les données · modifier les données |
| Flavignac                                      | 87066      | CC Pays de Nexon-Monts de Châlus | 30,79            | 1 060 (2022)                      | 34                 | modifier les données · modifier les données |
| Glandon                                        | 87071      | CC du Pays de Saint-Yrieix       | 27,47            | 806 (2022)                        | 29                 | modifier les données · modifier les données |
| Janailhac                                      | 87077      | CC Pays de Nexon-Monts de Châlus | 18,73            | 525 (2022)                        | 28                 | modifier les données · modifier les données |
| Ladignac-le-Long                               | 87082      | CC du Pays de Saint-Yrieix       | 47,21            | 1 159 (2022)                      | 25                 | modifier les données · modifier les données |
| Lavignac                                       | 87084      | CC Pays de Nexon-Monts de Châlus | 6,04             | 162 (2022)                        | 27                 | modifier les données · modifier les données |
| Meilhac                                        | 87094      | CC Pays de Nexon-Monts de Châlus | 14,84            | 526 (2022)                        | 35                 | modifier les données · modifier les données |
| La Meyze                                       | 87096      | CC du Pays de Saint-Yrieix       | 28,11            | 842 (2022)                        | 30                 | modifier les données · modifier les données |
| Nexon                                          | 87106      | CC Pays de Nexon-Monts de Châlus | 40,79            | 2 542 (2022)                      | 62                 | modifier les données · modifier les données |
| Pageas                                         | 87112      | CC Pays de Nexon-Monts de Châlus | 27,76            | 639 (2022)                        | 23                 | modifier les données · modifier les données |
| Rilhac-Lastours                                | 87124      | CC Pays de Nexon-Monts de Châlus | 16,32            | 381 (2022)                        | 23                 | modifier les données · modifier les données |
| La Roche-l'Abeille                             | 87127      | CC du Pays de Saint-Yrieix       | 36,56            | 594 (2022)                        | 16                 | modifier les données · modifier les données |
| Saint-Hilaire-les-Places                       | 87150      | CC Pays de Nexon-Monts de Châlus | 23,06            | 830 (2022)                        | 36                 | modifier les données · modifier les données |
| Canton de Saint-Yrieix-la-Perche               | 8721       |                                  | 529,64           | 20 814 (2022)                     | 39                 | modifier les données                        |

## Démographie

### Démographie avant 2015
| 1962   | 1968   | 1975   | 1982   | 1990   | 1999   | 2006   | 2011   | 2012   |
| ------ | ------ | ------ | ------ | ------ | ------ | ------ | ------ | ------ |
| 11 853 | 11 279 | 11 113 | 10 988 | 11 138 | 10 736 | 10 559 | 10 446 | 10 462 |

### Démographie depuis 2015
En 2022, le canton comptait 20 814 habitants, en évolution de +0,41 % par rapport à 2016 (Haute-Vienne : −0,68 %, France hors Mayotte : +2,11 %).
| 2013   | 2018   | 2022   |
| ------ | ------ | ------ |
| 20 849 | 20 600 | 20 814 |